# Ventura Ledesma Abrantes
Ventura Ledesma Abrantes (Olivenza, 1883 - Estoril, 1956) fue un líder nacionalista portugués y fundador del grupo irredentista Grupo de los Amigos de Olivenza (Grupo dos amigos de Olivença).
Ventura Ledesma era nieto de una emigrante portuguesa en España nacida en Torres das Vargens (Portugal) que se casó con un español en Badajoz. La pareja fijó posteriormente su residencia en Olivenza, donde su hijo, padre de Ventura, fue barbero. La influencia de la abuela portuguesa impregnó a toda la familia pues se convirtieron en una familia proportuguesa en Olivenza. La familia decidió emigrar a Portugal, según sus biógrafos por ser mal vistos por las autoridades oliventinas, donde el joven Ventura era conocido normalmente como Ventura Abrantes, y se estableció como librero.
Fue representante de Portugal en las exposiciones libreras de Sevilla, Barcelona y Florencia.
En 1938 fundó la sociedad que desembocaría en 1945 en la creación del Grupo de los Amigos de Olivenza. Uno de sus más conocidos logros en la cuestión de Olivenza fue gestionar, junto al ministro de justicia portugués, Cavaleiro de Ferreira, el que se concediera la nacionalidad portuguesa automáticamente a todos los oliventinos que lo solicitaran.
Su libro O Património da Sereníssima Casa de Bragança em Olivença, publicado en Lisboa por Álvaro Pinto en 1954, sigue siendo uno de los libros más importantes sobre la Olivenza portuguesa.
- Datos: Q9092947
- Multimedia: Ventura Ledesma Abrantes / Q9092947